# M1941 Johnson géppuska
Az M1941 Johnson könnyű géppuska egy amerikai rövid csőhátrasiklásos rendszerű golyószóró, melyet az 1930-as évek végén tervezett Melvin Johnson. A működési elve és több alkatrésze is megegyezett az M1941 Johnson puskáéval.

## Tervezet
Az M41 könnyű géppuskát egy bostoni ügyvéd, a Marine Corps Reserve századosa, ifjabb Melvin Johnson tervezte. A célja az volt, hogy egy olyan félautomata puskát tervezzen, amely felválthatja a hadseregnél rendszerben álló M1 Garand puskát. 1937 végére tervezett, épített és sikeresen tesztelt egy félautomata puskát és egy könnyű géppuska prototípust is. Mindkét fegyver jelentős számú fizikai jellemzőt és alkatrészt osztott meg egymás között, illetve mindkettő rövid csőhátrasiklású, forgózáras reteszelésű elven működött.
A Johnson könnyű géppuska egyike volt azon kevés könnyű géppuskáknak, melyek rövid csőhátrasiklású rendszerrel működtek és magas színvonallal gyártották őket. Az M41-hez egy ívelt szekrénytárat terveztek, amely a tok bal oldalába csatlakozik. Ezen felül a fegyvert töltőléccel is lehetett tölteni vagy akár a töltényeket egyenesen a závárzatba helyezhették. A tűzgyorsaság állítható volt, 200–600 lövés/perc közötti mértékben. Két változat készült: az M1941 fa tussal és villaállvánnyal, és az M1944 vascső tussal és egylábú fa állvánnyal.
Tüzeléskor, a visszarúgó erők a fegyver mozgó részeivel együtt egy egyenes vonalban a géppuskás vállával mozognak. Amíg ezt a megoldást láthatjuk az M16 puskán napjainkban, addig ez egy szokatlan ötlet volt akkoriban. Mivel a hátrasiklást a vállba vezették, a csőszáj emelkedése minimális volt. Emiatt a tervezet miatt az irányzékokat magasabbra kellett helyezni.
A Johnson könnyű géppuskának sok közös tulajdonsága volt a korabeli német FG 42-vel. Mindkettőnek egyvonalú tusa volt, bal oldalról kellett őket tárazni, és mindkettőnek automata tüzelési módnál nyitott, félautomata tüzelési módnál zárt závárzata volt. Mindkét fegyver szállítása némileg kényelmetlen volt tele tárral (különösen a Johnsonnál, amely tölténytára fölöslegesen hosszú szekrénytár kivitelezésű volt), és ez a jellemző kiegyensúlyozatlanná tette a fegyvereket. Ezen hasonlóságok ellenére nincs rá bizonyíték hogy egyik fegyver hatással volt a másik tervezésénél.

## Alkalmazók

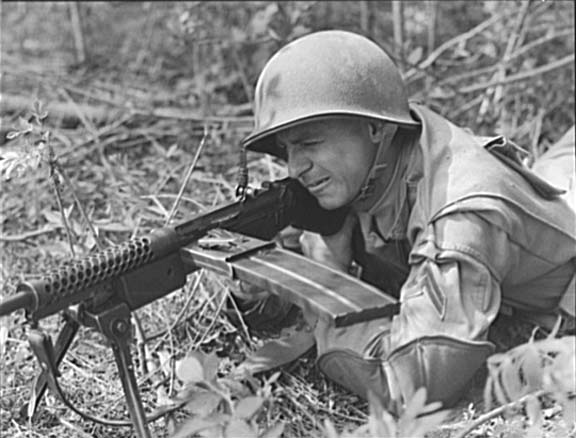
A Johnson könnyű géppuska használat közben

Johnson sikeresen eladott kis számú M41 Johnson Könnyű Géppuskát az Amerikai Egyesült Államok Hadserege és a Marine Corps számára. Egy jelentős egység használta ezt a fegyvert: a U.S. Army First Special Service Force, egy speciális műveleti egység, amely félig kanadai, félig amerikai katonákból állt (a németek a „Fekete Ördögök” becenevet adták nekik). A U.S. Marine Corps deszantosai is használták a Johnson géppuskát.
Röviddel az 1948-as arab–izraeli háború után, az Izraeli Védelmi Erők elődje, a Haganah kifejlesztette egy másolatát a Johnson könnyű géppuskának, amely a Dror nevet kapta, és a .303 British, illetve a 7,92×57 mm Mauser lőszert használta. Az izraeli erők rájöttek, hogy a Dror elakad, mikor homok és por kerül a fegyverbe, ezért a fegyvert rövid szolgálati idő után kivonták a hadrendből. Che Guevara is használta a Johnson ismétlőfegyvert a kubai forradalom alatt.

## Következmény
Melvin Johnson folytatta a lőfegyverek fejlesztését. 1955-ben felkérte a Fairchild/ArmaLite, hogy az Eugene Stoner által fejlesztett AR–10 puska fejlesztésénél segédkezzen a U.S. Department of Defense-nél, majd az ArmaLite és a Colt's Manufacturing Companynál kapott megbízást, mint az AR–15 támogatója. Az ArmaLite erősen bízott Johnson törekvéseiben, ezért az AR–15-nél hasonló retesz tervezetet használtak, mint az M1941 Johnsonnál. Az AR–15 puskát napjainkban is gyártják az M16 és változatai képében. Johnson egyik háború utáni lőfegyver vállalkozása az M1 Carbine 5,7 mm kaliberű változata, vagy másképpen a "Spitfire".

## Lásd még
- M1941 Johnson puska
- Sturmgewehr 52
- Kg m/40
- FG42
- M1918 BAR
- M15

## Fordítás
- Ez a szócikk részben vagy egészben  a   M1941 Johnson machine gun című angol Wikipédia-szócikk ezen változatának fordításán alapul.  Az eredeti cikk szerkesztőit annak laptörténete sorolja fel. Ez a jelzés csupán a megfogalmazás eredetét és a szerzői jogokat jelzi, nem szolgál a cikkben szereplő információk forrásmegjelöléseként.